# Marie-Theres Nadig
Marie-Theres Nadig (ur. 8 marca 1954 we Flums) – szwajcarska narciarka alpejska, trzykrotna medalistka igrzysk olimpijskich i mistrzostw świata oraz zdobywczyni Pucharu Świata.

## Kariera
Pierwszy sukces w karierze Marie-Theres Nadig osiągnęła w 1970 roku, kiedy zwyciężyła w slalomie gigancie podczas mistrzostw Szwajcarii juniorów. Jeszcze w tym samym roku dołączyła do reprezentacji Szwajcarii i zadebiutowała w zawodach Pucharu Świata. Pierwsze punkty wywalczyła jednak dopiero 2 grudnia 1971 roku w Sankt Moritz, gdzie była szósta w zjeździe. Półtora miesiąca później, 18 stycznia 1972 roku w Grindelwald po raz pierwszy stanęła na podium, zajmując w zjeździe drugie miejsce. Przegrała tam tylko z Austriaczką Annemarie Moser-Pröll, a trzecie miejsce zajęła Francuzka Isabelle Mir. W sezonie 1971/1972 Nadig jeszcze czterokrotnie stawała na podium: 22 stycznia w Saint-Gervais była trzecia w gigancie, 25 i 26 lutego w Crystal Mountain była kolejno druga i trzecia w zjeździe, a 18 marca 1972 roku w Pra Loup ponownie zajęła trzecie miejsce w gigancie. W klasyfikacji generalnej zajęła piąte miejsce, w gigancie była szósta, a w klasyfikacji zjazdu zajęła trzecie miejsce za Moser-Pröll i jej rodaczką, Wiltrud Drexel. W lutym 1972 roku wystartowała na igrzyskach olimpijskich w Sapporo, gdzie w trzech startach zdobyła dwa medale. Najpierw zwyciężyła w biegu zjazdowym, wyprzedzając 0,32 sekundy Moser-Pröll i o 1 sekundę Susan Corrock z USA. Trzy dni później Szwajcarka wygrała także slalom gigant; pozostałe miejsca na podium zajęły Annemarie Moser-Pröll i Wiltrud Drexel. Nadig wystartowała także w slalomie, jednak nie ukończyła pierwszego przejazdu.
Przez dwa kolejne lata łącznie pięć razy stawała na podium zawodów Pucharu Świata: 2 marca 1973 roku w Mont-Sainte-Anne była trzecia w gigancie, 19 grudnia w Zell am See była trzecia w zjeździe, a dzień później druga w gigancie, 13 stycznia w Grindelwald zajęła trzecie miejsce w biegu zjazdowym, a 23 stycznia 1974 roku w Bad Gastein w tej samej konkurencji zajęła drugie miejsce. W klasyfikacji generalnej sezonu 1973/1974 była szósta, a w klasyfikacji zjazdu była druga za Moser-Pröll. W lutym 1974 roku wystartowała na mistrzostwach świata w Sankt Moritz, jednak wróciła bez medalu. W zjeździe zajęła tam piąte miejsce, a rywalizacji w gigancie i slalomie nie ukończyła.
Pierwsze zwycięstwo w zawodach pucharowych odniosła 24 stycznia 1975 roku w Innsbrucku, wygrywając bieg zjazdowy. W sezonie 1974/1975 na podium stanęła jeszcze pięć razy, odnosząc przy tym jeszcze jedno zwycięstwo: 11 marca 1975 roku w Jackson Hole ponownie była najlepsza w zjeździe. W klasyfikacji generalnej była tym razem czwarta, a w zjeździe po raz kolejny była trzecia, za Moser-Pröll i swą rodaczką Bernadette Zurbriggen. W kolejnym sezonie w najlepszej trójce znalazła się dwa razy: 3 grudnia w Val d’Isère była trzecia w zjeździe, a 9 stycznia 1976 roku w Meiringen trzecie miejsce zajęła w gigancie. W klasyfikacji generalnej dało jej to czternaste miejsce, a w klasyfikacjach zjazdu i giganta była dziesiąta. W 1976 roku brała także udział w igrzyskach olimpijskich w Innsbrucku, gdzie nie zdołała obronić tytułów zdobytych w Sapporo. W gigancie była piąta, a w slalomie rywalizację zakończyła już po pierwszym przejeździe.
W sezonach 1976/1977 i 1977/1978 odniosła po jednym zwycięstwie w Pucharze Świata: 26 stycznia 1977 roku w Crans-Montana wygrała kombinację, a 7 grudnia 1977 roku w Val d’Isère była najlepsza w zjeździe. W obu sezonach zajęła trzecie miejsce w klasyfikacji zjazdu, natomiast w klasyfikacji generalnej była kolejno szósta i dziesiąta. W 1978 roku wystąpiła na mistrzostwach świata w Garmisch-Partenkirchen, zajmując czwarte miejsce w biegu zjazdowym. Walkę o brązowy medal przegrała tam ze swą rodaczką Doris de Agostini o 0,53 sekundy. Wystartowała tam także w gigancie, jednak nie ukończyła rywalizacji.
Sezon 1978/1979 był jej najlepszym w dotychczasowej karierze. Nadig siedmiokrotnie stawała na podium, odnosząc dwa zwycięstwa: 18 grudnia w Val d’Isère wygrała kombinację, a 19 marca 1979 roku w Furano giganta. Łącznie uzbierała 156 punktów i zajęła piąte miejsce w klasyfikacji generalnej. Była także trzecia w zjeździe i czwarta w gigancie. Wyniki te poprawiła rok później, kiedy na podium stawała 12 razy, z czego dziewięć zawodów wygrała. W dniach 5-6 grudnia w Val d’Isère wygrywała kolejno zjazd, giganta i kombinację, 14 grudnia w Piancavallo, 19 grudnia w Zell am See, 7 stycznia w Pfronten, 15 stycznia w Arosa i 20 stycznia w Bad Gastein wygrywała zjazd, a 2 marca 1980 roku w Mont-Sainte-Anne była najlepsza w gigancie. W klasyfikacji generalnej sezonu 1979/1980 dało jej to trzecie miejsce za Hanni Wenzel z Liechtensteinu oraz Annemarie Moser-Pröll. Ponadto Szwajcarka zdobyła Małą Kryształową Kulę za zwycięstwo w klasyfikacji zjazdu, a w gigancie była druga za Wenzel.
Ostatni medal na arenie międzynarodowej zdobyła w lutym 1980 roku, kiedy zajęła trzecie miejsce w zjeździe podczas igrzysk olimpijskich w Lake Placid. W zawodach tych lepsze były jedynie Moser-Pröll i Hanni Wenzel. Nadig wystartowała tam również w gigancie i slalomie, jednak ponownie w obu tych konkurencjach nie dotarła do mety. Startowała także w sezonie 1980/1981, który okazał się najlepszym w jej karierze. Na podium stawała jedenaście razy, podobnie jak przed rokiem odnosząc dziewięć zwycięstw: 3 grudnia w Val d’Isère wygrała zjazd, a dzień później kombinację, 8 grudnia w Limone Piemonte wygrała giganta, 12 grudnia w Piancavallo zwyciężyła w zjeździe i kombinacji, 19 stycznia w Crans-Montana i 29 stycznia w Megève była najlepsza w zjeździe, a 10 lutego w Mariborze oraz 13 marca w Furano triumfowała w gigancie. Zwycięstwo w Furano było jej ostatnim pucharowym podium. Wyniki te dały jej Kryształową Kulę za zwycięstwo w klasyfikacji generalnej, Małe Kryształowe Kule w klasyfikacjach zjazdu i kombinacji oraz drugie miejsce w klasyfikacji giganta. W lipcu 1981 roku zakończyła karierę.
Kilkukrotnie zdobywała medale mistrzostw Szwajcarii, w tym złote w zjeździe i kombinacji w 1972 roku oraz gigancie w latach 1976 i 1980. W 1972 roku została także wybrana sportsmenką roku w Szwajcarii.
Po zakończeniu kariery prowadziła sklep sportowy. Później otworzyła hotel, a następnie szkółkę narciarską. Po uzyskaniu uprawnień trenerskich pracowała z młodzieżą. Od 1999 roku pracowała z pierwszą kadrą Szwajcarii, a w latach 2004–2005 była głównym trenerem.

## Osiągnięcia

### Igrzyska olimpijskie
| Miejsce | Dzień     | Rok  | Miejscowość | Konkurencja | Czas biegu  | Strata  | Zwyciężczyni          |
| ------- | --------- | ---- | ----------- | ----------- | ----------- | ------- | --------------------- |
| 1.      | 5 lutego  | 1972 | Sapporo     | Zjazd       | 1:36,68 min | -       | -                     |
| 1.      | 8 lutego  | 1972 | Sapporo     | Gigant      | 1:29,90 min | -       | -                     |
| DNF     | 11 lutego | 1972 | Sapporo     | Slalom      | 1:31,24 min | -       | Barbara Cochran       |
| DNF     | 11 lutego | 1976 | Innsbruck   | Slalom      | 1:30,54 min | -       | Rosi Mittermaier      |
| 5.      | 13 lutego | 1976 | Innsbruck   | Gigant      | 1:29,13 min | +1,31 s | Kathy Kreiner         |
| 3.      | 17 lutego | 1980 | Lake Placid | Zjazd       | 1:37,52 min | +0,84 s | Annemarie Moser-Pröll |
| DNF     | 21 lutego | 1980 | Lake Placid | Gigant      | 2:41,66 min | -       | Hanni Wenzel          |
| DNF     | 23 lutego | 1980 | Lake Placid | Slalom      | 1:25,09 min | -       | Hanni Wenzel          |

### Mistrzostwa świata
| Miejsce | Dzień     | Rok  | Miejscowość            | Konkurencja | Czas biegu  | Strata  | Zwyciężczyni          |
| ------- | --------- | ---- | ---------------------- | ----------- | ----------- | ------- | --------------------- |
| 1.      | 5 lutego  | 1972 | Sapporo                | Zjazd       | 1:36,68 min | -       | -                     |
| 1.      | 8 lutego  | 1972 | Sapporo                | Gigant      | 1:29,90 min | -       | -                     |
| DNF     | 11 lutego | 1972 | Sapporo                | Slalom      | 1:31,24 min | -       | Barbara Cochran       |
| DNF     | 3 lutego  | 1974 | Sankt Moritz           | Gigant      | 1:43,18 min | -       | Fabienne Serrat       |
| 5.      | 7 lutego  | 1974 | Sankt Moritz           | Zjazd       | 1:50,84 min | +1,63 s | Annemarie Moser-Pröll |
| DNF     | 8 lutego  | 1974 | Sankt Moritz           | Slalom      | 1:34,63 min | -       | Hanni Wenzel          |
| DNF     | 11 lutego | 1976 | Innsbruck              | Slalom      | 1:30,54 min | -       | Rosi Mittermaier      |
| 5.      | 13 lutego | 1976 | Innsbruck              | Gigant      | 1:29,13 min | +1,31 s | Kathy Kreiner         |
| 4.      | 1 lutego  | 1978 | Garmisch-Partenkirchen | Zjazd       | 1:48,31 min | +1,33 s | Annemarie Moser-Pröll |
| DNF     | 3 lutego  | 1978 | Garmisch-Partenkirchen | Slalom      | 1:24,85 min | -       | Lea Sölkner           |
| DNF     | 4 lutego  | 1978 | Garmisch-Partenkirchen | Gigant      | 2:41,15 min | -       | Maria Epple           |
| 3.      | 17 lutego | 1980 | Lake Placid            | Zjazd       | 1:37,52 min | +0,84 s | Annemarie Moser-Pröll |
| DNF     | 21 lutego | 1980 | Lake Placid            | Gigant      | 2:41,66 min | -       | Hanni Wenzel          |
| DNF     | 23 lutego | 1980 | Lake Placid            | Slalom      | 1:25,09 min | -       | Hanni Wenzel          |

### Puchar Świata

#### Miejsca w klasyfikacji generalnej
- sezon 1971/1972: 5.
- sezon 1972/1973: 17.
- sezon 1973/1974: 6.
- sezon 1974/1975: 4.
- sezon 1975/1976: 14.
- sezon 1976/1977: 6.
- sezon 1977/1978: 10.
- sezon 1978/1979: 5.
- sezon 1979/1980: 3.
- sezon 1980/1981: 1.

#### Zwycięstwa w zawodach
1. Innsbruck – 24 stycznia 1975 (zjazd)
2. Jackson Hole – 11 marca 1975 (zjazd)
3. Crans-Montana – 26 stycznia 1977 (kombinacja)
4. Val d’Isère – 7 grudnia 1977 (zjazd)
5. Val d’Isère – 18 grudnia 1978 (kombinacja)
6. Furano – 19 marca 1979 (gigant)
7. Val d’Isère – 5 grudnia 1979 (zjazd)
8. Val d’Isère – 6 grudnia 1979 (gigant)
9. Val d’Isère – 6 grudnia 1979 (kombinacja)
10. Piancavallo – 14 grudnia 1979 (zjazd)
11. Zell am See – 19 grudnia 1979 (zjazd)
12. Pfronten – 7 stycznia 1980 (zjazd)
13. Arosa – 15 stycznia 1980 (zjazd)
14. Bad Gastein – 20 stycznia 1980 (zjazd)
15. Mont-Sainte-Anne – 2 marca 1980 (gigant)
16. Val d’Isère – 3 grudnia 1980 (zjazd)
17. Val d’Isère – 4 grudnia 1980 (kombinacja)
18. Limone Piemonte – 8 grudnia 1980 (gigant)
19. Piancavallo – 12 grudnia 1980 (zjazd)
20. Limone Piemonte – 12 grudnia 1980 (kombinacja)
21. Crans-Montana – 19 stycznia 1981 (zjazd)
22. Megève – 29 stycznia 1981 (zjazd)
23. Maribor – 10 lutego 1981 (gigant)
24. Furano – 13 marca 1981 (gigant)

- 24 wygrane (13 zjazdów, 6 gigantów i 5 kombinacji)

#### Pozostałe miejsca na podium
1. Grindelwald – 18 stycznia 1972 (zjazd) – 2. miejsce
2. Saint-Gervais – 22 stycznia 1972 (gigant) – 3. miejsce
3. Crystal Mountain – 25 lutego 1972 (zjazd) – 2. miejsce
4. Crystal Mountain – 26 lutego 1972 (zjazd) – 3. miejsce
5. Pra Loup – 18 marca 1972 (gigant) – 3. miejsce
6. Mont-Sainte-Anne – 2 marca 1973 (gigant) – 3. miejsce
7. Zell am See – 19 grudnia 1973 (zjazd) – 3. miejsce
8. Zell am See – 20 grudnia 1973 (gigant) – 2. miejsce
9. Grindelwald – 13 stycznia 1974 (zjazd) – 3. miejsce
10. Bad Gastein – 23 stycznia 1974 (zjazd) – 2. miejsce
11. Saalbach – 21 grudnia 1974 (zjazd) – 2. miejsce
12. Grindelwald – 10 stycznia 1975 (zjazd) – 3. miejsce
13. Schruns – 15 stycznia 1975 (zjazd) – 3. miejsce
14. Chamonix – 31 stycznia 1975 (zjazd) – 3. miejsce
15. Val d’Isère – 3 grudnia 1975 (zjazd) – 3. miejsce
16. Meiringen – 9 stycznia 1976 (gigant) – 3. miejsce
17. Zell am See – 21 grudnia 1976 (zjazd) – 2. miejsce
18. Pfronten – 8 stycznia 1977 (zjazd) – 2. miejsce
19. Garmisch-Partenkirchen – 11 stycznia 1977 (zjazd) – 3. miejsce
20. Schruns – 18 stycznia 1977 (zjazd) – 3. miejsce
21. Pfronten – 7 stycznia 1978 (zjazd) – 3. miejsce
22. Bad Gastein – 18 stycznia 1978 (zjazd) – 3. miejsce
23. Bad Kleinkirchheim – 12 marca 1978 (zjazd) – 3. miejsce
24. Piancavallo – 12 grudnia 1978 (gigant) – 2. miejsce
25. Val d’Isère – 18 grudnia 1978 (gigant) – 3. miejsce
26. Les Diablerets – 12 stycznia 1979 (zjazd) – 3. miejsce
27. Lake Placid – 2 marca 1979 (zjazd) – 2. miejsce
28. Aspen – 8 marca 1979 (gigant) – 3. miejsce
29. Pfronten – 6 stycznia 1980 (zjazd) – 2. miejsce
30. Arosa – 16 stycznia 1980 (gigant) – 2. miejsce
31. Saint-Gervais – 26 stycznia 1980 (gigant) – 3. miejsce
32. Les Gets – 27 stycznia 1981 (kombinacja) – 3. miejsce
33. Megève – 28 stycznia 1981 (zjazd) – 2. miejsce